# Herpétologie

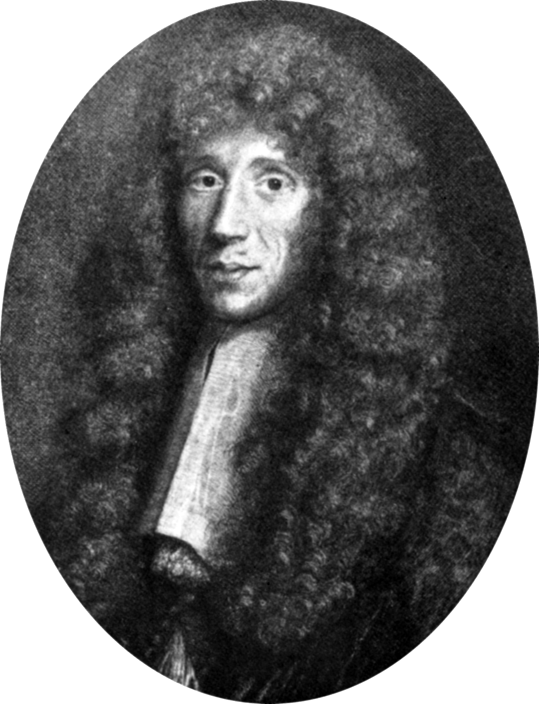
Francesco Redi fait paraître en 1664, Osservazioni Intorno alle Vipere, un traité sur les vipères et les effets de leur morsure.

L’herpétologie (du grec ancien : ἑρπετόν herpetón, « qui rampe, reptile ») est la branche de l'histoire naturelle qui traite des amphibiens et des reptiles. La batrachologie ou batracologie est la branche qui traite plus spécifiquement des amphibiens, de même que l'ophiologie étudie plus particulièrement les serpents. 
Comme toutes les branches de la zoologie, ces disciplines abordent la classification, l'écologie, le comportement, la physiologie, et l'anatomie de ces différentes classes et espèces d'animaux vivants, ainsi que l'étude de leurs espèces disparues ou fossiles.
On appelle herpétologue ou herpétologiste les spécialistes de cette matière. Le premier terme est plus ancien, et le second, plus récent, est presque systématiquement employé désormais. Pour l'étymologie détaillée de ce mot, consulter l'article « herpétologie » du Wiktionnaire.

## Importance de cette spécialité
- Les amphibiens s'avèrent être un excellent indicateur de la dégradation de l'environnement.
- L'étude des toxines émises par les reptiles et les amphibiens peut être utile en médecine.

## Éléments d'histoire

### L'herpétologie auXVIIesiècle
Au XVIIe siècle, de nombreux travaux tentent de mieux comprendre la localisation du venin dans la tête des serpents, et notamment des vipères, ainsi que son mode d'action. Bien sûr, ces recherches menées par des médecins ont aussi pour fonction de découvrir un antidote. Parmi ces scientifiques, deux noms se détachent au cours de ce siècle.
- Francesco Redi (1626-1697) fait considérablement avancer les connaissances notamment en affirmant l'innocuité du venin si celui-ci est ingéré.
- Moyse Charas (1619-1698), pharmacien du Jardin du roi, réalise de nombreuses expériences et publie de nombreux travaux sur les vipères. Il s'oppose à Redi au sujet de la formation du venin en affirmant que la salive de la vipère ne devient venimeuse que si l'animal est en colère.

John Ray (1627-1705) découvre que le cœur à un ventricule est un caractère distinctif des Reptiles parmi les Vertébrés possédant des poumons.
Duverney (1648-1730) fait paraître au début du XVIIIe siècle plusieurs mémoires importants devant l'Académie des sciences de Paris sur les systèmes circulatoires et respiratoires de Vertébrés à sang froid comme les grenouilles, les serpents, etc..
L'existence d'une fécondation externe chez les Amphibiens sera pressentie en 1736 par Réaumur (1683-1757) : il attache des « culottes » aux grenouilles mâles pour tenter d'empêcher une éventuelle fécondation, mais l'expérience n'est pas probante.
Le terme d'« herpétologie » fut créé par Klein en 1755. Parmi les ouvrages de Klein (1685-1759), citons notamment Summa Dubiorum Circa Classes Quadrupedum et Amphibiorum (1743) et Tentamen Herpetologiae (1755). C'est dans cet ouvrage qu'il utilise, pour la première fois, le terme d'herpétologie mais sa délimitation des reptiles est encore floue puisqu'il regroupe avec eux des animaux comme les vers et exclut les grenouilles, les tortues et les lézards. Sa définition est ainsi formulée :
« Herpeta sunt animantia apeda, corpore elongata, quod volutum et flexuose loco malium movetur et sinuosum quiescit : Les Herpeta ou animaux sans pattes et rampants sont divisés en deux ordres : les Anguis, qui comprend tous les serpents et reptiles sans pattes et les Vermis qui rassemble tous les vers. »

### L'herpétologie auXVIIIesiècle
Au XVIIIe siècle, Josephus Nicolaus Laurenti (1735-1805) est le grand nom de la discipline. Il fait paraître en 1768 sa thèse consacrée à la fonction venimeuse chez les reptiles et les amphibiens. Outre des observations de grande valeur sur le venin, il améliore considérablement la taxinomie linnéenne qui passe de dix genres de reptiles et d'amphibiens à trente. Laurenti est le premier à définir précisément la classe des reptilia.
Le peintre animalier Roesel (1705-1759) fait paraître entre 1753 et 1758 son Historia naturalis Ranarum nostratium consacré aux grenouilles. Les qualités de l'ouvrage, notamment de ses illustrations, le font regarder comme l'un des plus beaux consacrés à ces animaux.
L'Abbé Spallanzani (1729-1799) montre que certains animaux, spécialement des lézards, peuvent régénérer certaines parties de leur corps lorsque celles-ci ont été blessées ou sectionnées.
Spallanzani effectue aussi des travaux expérimentaux sur la reproduction animale qui sont à l'origine de la découverte de la fécondation externe chez les grenouilles et les crapauds.
Lacépède (1756-1825) fait paraître, en 1788-1789, son Histoire naturelle des quadrupèdes ovipares et des serpens. Il s'agit du premier ouvrage d'envergure sur les amphibiens et les reptiles destiné à un large public. Mais ses illustrations sont médiocres et son livre n'améliore pas la taxinomie de ces animaux. 
Le travail de Laurenti, pourtant plus ancien, est bien supérieur. Malgré ces défauts, l'œuvre de Lacépède contribue à favoriser l'étude de ces animaux.

### L'herpétologie à partir deXIXesiècle
En 1834, Constant Duméril (1774-1860) fait paraître une œuvre très importante, l’Erpétologie générale ou Histoire naturelle complète des reptiles (neuf volumes, 1834-1854). 1 393 espèces sont décrites dans le détail et leur anatomie, physiologie et bibliographie sont précisées. Cependant, Duméril maintient les amphibiens parmi les reptiles malgré les travaux d'Alexandre Brongniart (1770-1847) ou de Pierre André Latreille (1762-1833) ou les découvertes anatomiques de Karl Ernst von Baer (1792-1876) ou de Johannes Peter Müller (1801-1858).
C'est Blainville (1777-1850) qui, en 1816, élève au rang de classes indépendantes les Reptiles et les Amphibiens (ou Batraciens).
Auguste Duméril (1812-1870) a observé la transformation d'un Axolotl en une salamandre terrestre fournissant la base des connaissances pour le concept de la néoténie.
Travaillant au Département d'histoire naturelle du British Museum de 1880 à 1920, George Albert Boulenger (1858-1937) décrit plus de 1 400 espèces nouvelles de reptiles et d'amphibiens.
En France, Jean Rostand (1894-1977) a œuvré à l'essor de l'embryologie et des travaux sur la sexualité animale chez les Batraciens, et depuis 1971, la Société Herpétologique de France a pour mission de fédérer chercheurs et naturalistes francophones étudiant les reptiles et les amphibiens.

## Travail des herpétologues
Les herpétologues produisent des connaissances sur la biologie des espèces de reptiles et d'amphibiens, et des données de localisation (présence ou absence) et d'abondance de ces espèces. Depuis les années 1980, les herpétologues de France ont mené un imposant travail d'inventaire sur les reptiles et amphibiens. Ils ont ainsi produit une bonne trentaine d'atlas de répartition, couvrant la majeure partie de la France. Ces atlas sont souvent le fruit d'un vaste travail collectif associant professionnels et bénévoles. Un atlas dresse la liste des espèces présentes pour la région concernée et précise, pour chaque espèce, des éléments d'identification et sa répartition connue. L'objectif de ces atlas herpétologiques est aussi de synthétiser les connaissances locales accumulées dans le temps par les herpétologues d'une région.